# José María Codón
Codón  Fernández est un nom espagnol. Le premier nom de famille, en général paternel, est Codón ; le second, en général maternel, souvent omis, est Fernández.
José María Codón Fernández, né à Villarcayo (province de Burgos, Espagne) en 1913 et mort à Burgos le 27 février 2003 est un avocat, écrivain et homme politique carliste, désigné procurateur (es) aux Cortes franquistes en 1961 et 1964, et président du barreau de Burgos dans les années 1980,.